# Caprella dissona
Caprella dissona is een vlokreeftensoort uit de familie van de Caprellidae. De wetenschappelijke naam van de soort is voor het eerst geldig gepubliceerd in 1979 door Arimoto.